# Liste der FFH-Gebiete im Landkreis Günzburg
Die Liste der FFH-Gebiete im Landkreis Günzburg zeigt die FFH-Gebiete des schwäbischen Landkreises Günzburg in Bayern. Teilweise überschneiden sie sich mit bestehenden Natur-, Landschaftsschutz- und EU-Vogelschutzgebieten.
Im Landkreis befinden sich acht und zum Teil mit anderen Landkreisen überlappende FFH-Gebiete.